# آبل الزيت
آبل الزيت، قرية ورد ذكرها في السيرة النبوية، حيث جهز النبي محمد جيشا بعد حجة الوداع، وقبل وفاتهِ، وأمر عليهم أسامة بن زيد، وأمره أن يوطئ خيله آبل الزيت، قال ياقوت الحموي إنها بالأردن من مشارف الشام إنها في لواء إربد، من شرقي الأردن، وآبل الزيت هي قويلبة أو قبيلة التي تعتبر إحدى المدن العشر في حلف الديكابوليس الذي أقيم أيام اليونان والرومان.